# Джумейра
Джумейра (араб. جميرا, англ. Jumeirah) — плотно заселённый район в центральной части города Дубай, в эмирате Дубай, (ОАЭ).
Кварталы Джумейры растянулись от западных причалов городского порта Дубая — Порт-Рашида — на 25 километров в длину вплоть до западной части небоскрёбов Дубай Марина. На юге Джумейра ограничена шоссе Аль-Васль и далее, вместе с районами Ас-Сафа и Аль-Васль — центральным проспектом города Шоссе Шейха Зайеда, однако в некоторых местах уходит ещё далее вглубь эмирата — в первую очередь в связи с продолжающимися застройками, которым принадлежность к этому элитному району приносит дополнительную ценность. Сам район разделён на три части — Джумейра-1 (восточная), Джумейра-2 (центральная) и Джумейра-3 (западная). Вдоль песчаных пляжей Джумейры тянется застроенный роскошными отелями-небоскрёбами и дорогими магазинами туристический променад Джумейра-Бич.
Джумейра является одним из наиболее дорогих жилых районов Дубая. Ещё 30-40 лет назад здесь проживали лишь несколько десятков местных рыбаков со своими семьями, иностранные рабочие и мелкие торговцы. В настоящее время этот район застроен виллами, крупными супермаркетами, туристической инфраструктурой. Близ пляжей в последние годы возведены роскошные отели-небоскрёбы, в том числе всемирно известные Бурдж аль-Араб и волноподобный Джумейра-Бич-отель. Поблизости расположен парк развлечений Wild Wadi Water Park и торговый, гостиничный и деловой центр Мадинат Джумейра. Здесь также находятся отдельные обширные частные земельные владения с виллами и собственными гаванями на берегу Персидского (Арабского) залива. С архитектурной точки зрения, исторически среди вилл преобладали традиционный арабские и средиземноморские виллы, но в последние время наметилось строительство большого количества современных вилл. Застройщики стараются разнообразить архитектурные типы вилл, собрав лучшие примеры с разных уголков планеты: Современный, Арабский (традиционный), Средиземный, Марокканский и другие (примеры). 
В 2001—2008 годах перед побережьем Джумейры был создан первый искусственный остров Пальма Джумейра, из группы Пальм-островов. На западной границе района Джумейры находится квартал небоскрёбов Дубай Марина и цепь высотных зданий — Озёрные башни Джумейра. В районе располагается станция Джумейра красной линии дубайского метрополитена.
В 2008 году на крупнейшей в мире ярмарке по строительству и земельному планированию в Дубае был представлен новый проект по созданию Садов Джумейры (Jumeirah Gardens), который предусматривает строительство новых городских кварталов на участке длиной в 6 километров, севернее Шоссе Шейх-Зайед, между Сафа-парком и Аль-Дийята-стрит. В этом районе (Старая Сатва) должны быть снесены все старые, малоэтажные строения, и на их месте будет проложен судоходный канал в направлении с запада на восток с выходом в море. На ныне малоиспользуемой территории в 12 км² должны быть построены современные здания для населения численностью в 50-60 тысяч человек.

## Подчинённые районы
- Джумейра-1
- Джумейра-2
- Джумейра-3

## Фотогалерея

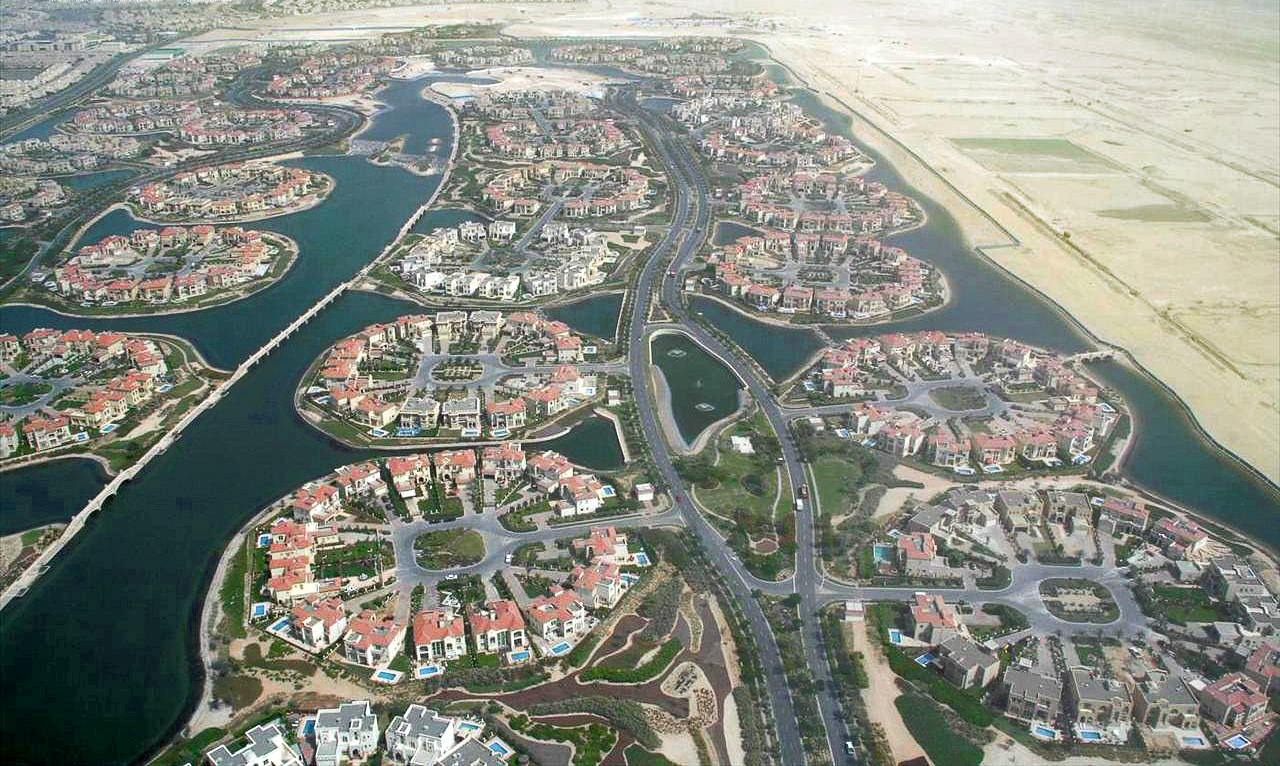
Острова Джумейры
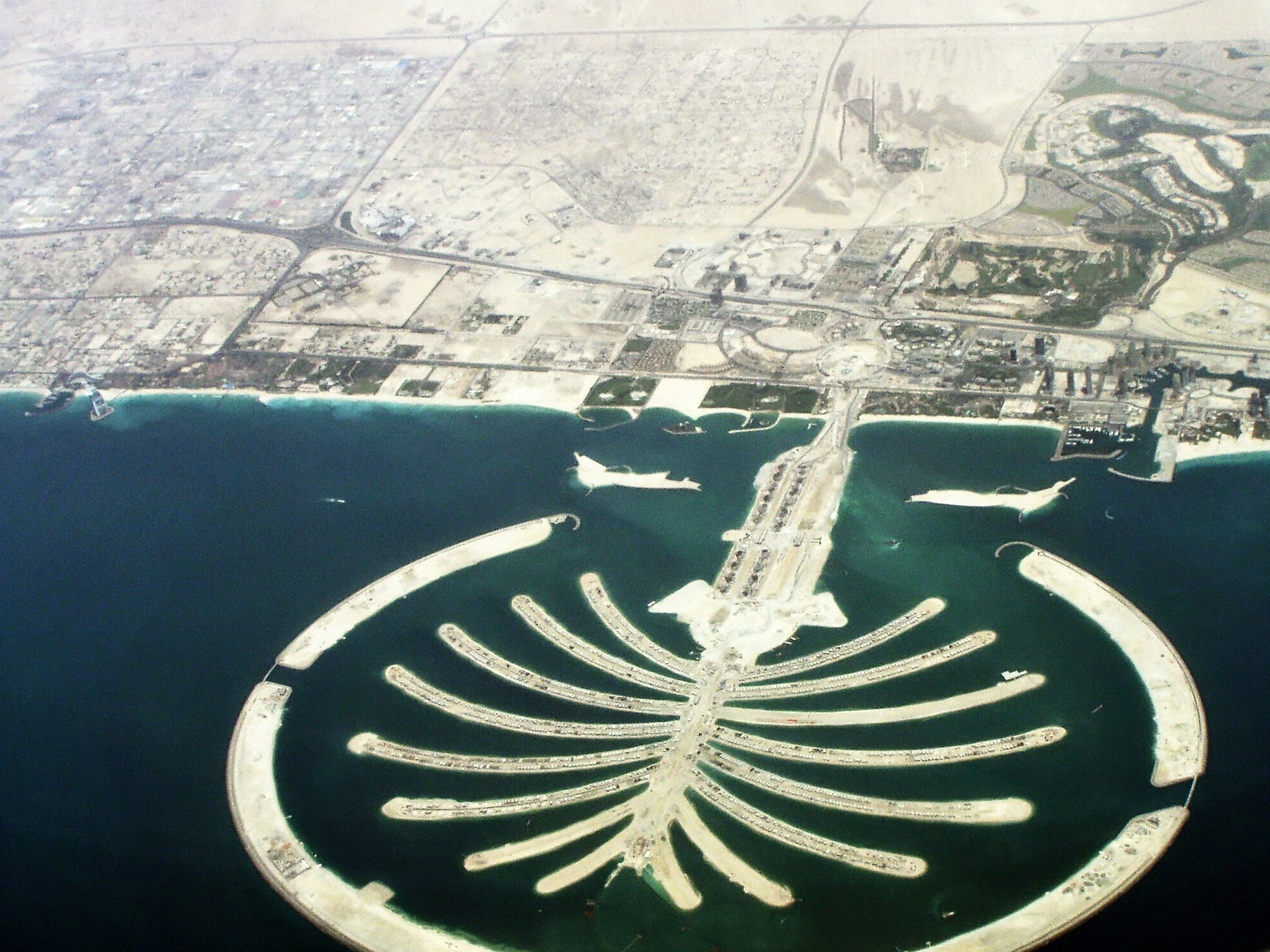
Пальм-Джумейра
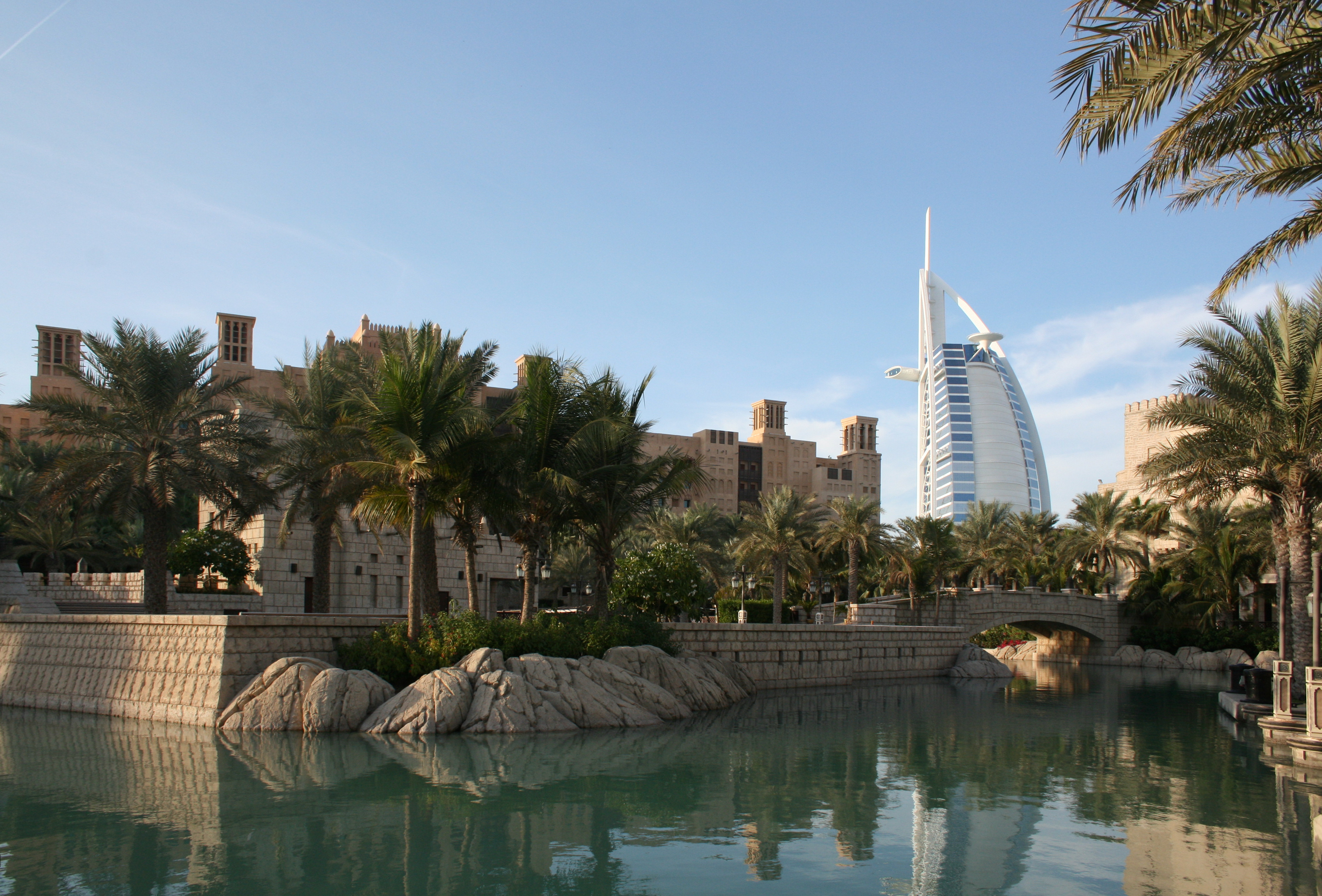
Мадинат Джумейра